# Canarium harveyi
Canarium harveyi är en tvåhjärtbladig växtart som beskrevs av Berthold Carl Seemann. Canarium harveyi ingår i släktet Canarium och familjen Burseraceae.

## Underarter
Arten delas in i följande underarter:
- C. h. novaehebridense
- C. h. sapidum
- C. h. scandens